# Корбень (Бреїла)
Корбень, Корбені (рум. Corbeni) — село у повіті Бреїла в Румунії. Входить до складу комуни Раковіца.
Село розташоване на відстані 147 км на північний схід від Бухареста, 37 км на захід від Бреїли, 43 км на захід від Галаца.

## Населення
За даними перепису населення 2002 року у селі проживали 150 осіб, усі — румуни. Усі жителі села рідною мовою назвали румунську.